# Victor-Joseph Doutreloux

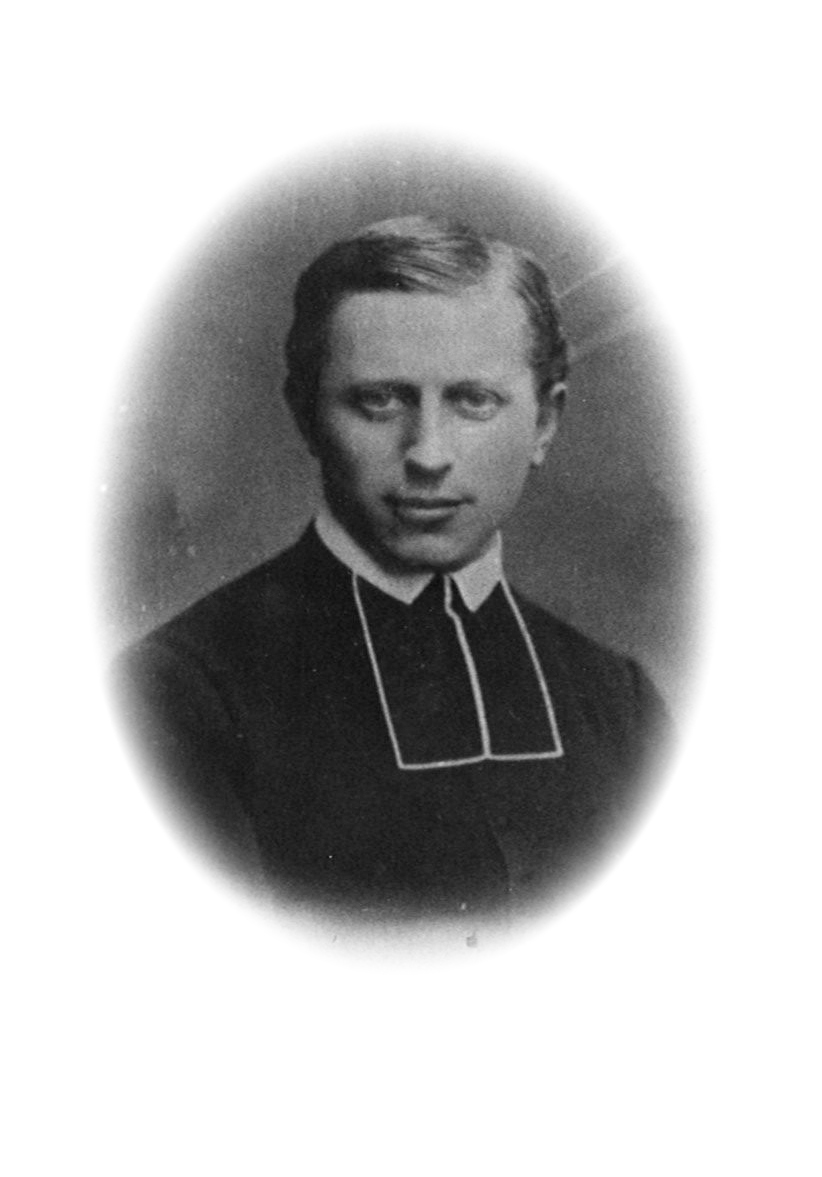
Victor-Joseph Doutreloux

Victor-Joseph Doutreloux (* 18. Mai 1837 in Chênée bei Lüttich; † 20. August 1901 in Lüttich) war ein belgischer Geistlicher und von 1879 bis 1901 Bischof von Lüttich.

## Leben
Victor-Joseph Doutreloux kam als siebtes Kind einer Arbeiterfamilie zur Welt und wurde im Alter von sieben Jahren zum Vollwaisen. Ein Onkel mütterlicherseits, Pfarrer in der belgischen Provinz Limburg, nahm ihn bei sich auf. Seine Mittelschulzeit verbrachte er im Collège Marie-Thérèse in Herve, bevor er in das kleine Seminar von Sint-Truiden eintrat, wo ihn das Fach Philosophie besonders interessierte. Anschließend studierte er am Priesterseminar in Lüttich Theologie und beendete seine Studien an der Gregoriana in Rom, wo er am 23. Februar 1861 zum Priester geweiht wurde.
Nach seiner Weihe übernahm er für kurze Zeit die kirchliche Leitung eines Gymnasiums in Huy und wurde anschließend Direktor am kleinen Seminar in Sint-Truiden. 1871 wurde er Regens des Priesterseminars in Lüttich und 1874 Generalvikar für das Bistum.
Am 15. Juli 1875 wurde er von Papst Pius IX. als Koadjutor mit Nachfolgerecht dem amtierenden Bischof Théodore de Montpellier zur Seite gestellt. Théodore de Montpellier spendete ihm am 1. August desselben Jahres die Bischofsweihe. Mitkonsekratoren waren der Bischof von Brügge, Jean Joseph Faict, und der Bischof von Gent, Hendrik-Frans Bracq. Sein Wahlspruch lautete Caritas aedificat.

## Wirken
Mit dem Tod Théodore de Montpelliers am 26. August 1878 übernahm er als 86. Bischof den Sitz des heiligen Lambert von Lüttich. Doutreloux war in der damals 1200 Jahre alten Geschichte des Bischofssitzes Lüttich der erste Amtsträger, der nicht der gesellschaftlichen Oberschicht oder dem Hochadel entstammte. Seine Amtszeit war geprägt von seinem vehementen Einsatz gegen die 1879 von liberalen Kräften im Parlament durchgesetzte Loslösung des Unterrichtswesens von der katholischen Kirche. Ein weiterer Brennpunkt in seiner Amtszeit war die Etablierung der katholischen Soziallehre und die Förderung der christlich-sozialen Kräfte im Land, zu einer Zeit der massiven gesellschaftlich-sozialen Umbrüche in der ausgehenden Gründerzeit und der fortschreitenden Hochindustrialisierung.
Seit 1883 korrespondierte Doutreloux mit dem italienischen Ordensgründer der Salesianer, Johannes Bosco (bekannt als Don Bosco), und bat diesen, in Lüttich ein Waisenhaus zu eröffnen. Am 8. Dezember 1891 konnte das Waisenhaus Saint Jean Berchmans eröffnet werden. Namensgeber war der jung verstorbene Landsmann und 1888 durch Papst Leo XIII. heiliggesprochene Jan Berchmans. Dies war die erste belgische Niederlassung der Salesianer.